# Ceyda Aktaş
Pour les articles homonymes, voir Aktaş.
Ceyda Aktaş est une joueuse de volley-ball turque née le 18 août 1994 à Ankara. Elle mesure 1,91 m et joue au poste d'attaquante. 

## Clubs
| Club                        | De        | À         |
| --------------------------- | --------- | --------- |
| VB Günes Sigorta            | 2004-2005 | 2008-2009 |
| TVF Spor Lisesi             | 2009-2010 | 2010-2011 |
| VB Günes Sigorta            | 2011-2012 | 2011-2012 |
| TED Ankara Kolejliler       | 2012-2013 | 2012-2013 |
| Beşiktaş İstanbul           | 2013-2014 | 2013-2014 |
| Çanakkale Belediye          | 2014-2015 | 2014-2015 |
| Halkbank Ankara             | 2015-2016 | 2015-2016 |
| Nilüfer Belediye            | 2016-2017 | 2017-2018 |
| Beylikdüzü Voleybol İhtisas | 2018-2019 | 2018-2019 |
| Beşiktaş İstanbul           | 2019-2020 | 2019-2020 |
| Kuzeyboru Spor Kulübü       | jan 2020  | mai 2020  |
| PTT Spor Kulübü             | 2020-2021 | …         |

## Palmarès

### Équipe nationale
- Championnat d'Europe des moins de 18 ans
  - Vainqueur : 2011.
- Championnat d'Europe des moins de 20 ans
  - Vainqueur : 2012.

### Clubs
- Challenge Cup
  - Finaliste : 2014.

### Distinctions individuelles
- Championnat du monde de volley-ball féminin des moins de 20 ans 2013: Meilleure pointue[4].